# Gerhard Schulenburg
Gerhard Schulenburg (Laatzen, 11 ottobre 1926 – Laatzen, 26 marzo 2013) è stato un arbitro di calcio tedesco.

## Carriera
Schulenburg ha arbitrato dal 1963 al 1974 in Bundesliga un totale di 105 partite. Prima della costituzione della Bundesliga  ha diretto le partite di Oberliga, tra cui la finale del 1961 tra Norimberga e Borussia Dortmund (3-0).
Ha preso parte come arbitro al campionato del mondo 1974 in Germania Ovest, dove ha diretto la partita della Scozia contro lo Zaire (2-0) a Dortmund. Inoltre, l'arbitro FIFA è stato sovente designato tra il 1966 e il 1972 nelle partite di qualificazione per i campionati mondiali ed europei. Al campionato d'Europa 1968 Schulenburg diresse il match valido per i quarti di finale tra Bulgaria e Italia (3-2). Nel 1968, Gerhard Schulenburg diresse la finale di ritorno di Coppa delle Fiere tra Ferencváros e Leeds Utd. Detiene il record di tre finali della DFB-Pokal arbitrate: 1959, 1966 e 1970. Nel 1970 ha inoltre diretto una partita dei Giochi della XX Olimpiade a Ratisbona: Unione Sovietica-Birmania 1-0.